# Callionima
Genre
Le genre Callionima regroupe des lépidoptères (papillons) de la famille des Sphingidae, de la sous-famille des Macroglossinae, et de la tribu des Dilophonotini .

## Systématique
- Le genre Callionima a été décrit par l'entomologiste français Hippolyte Lucas en 1857[1].
- L'espèce type pour le genre est Callionima parce (Fabricius, 1775)

### Synonymie
- Calliomma Walker, 1856
- Eucheryx Boisduval, 1875

### Taxinomie
Liste des espèces
- Callionima acuta - (Rothschild & Jordan, 1910)
- Callionima calliomenae - (Schaufuss, 1870)
- Callionima denticulata - (Schaus, 1895)
- Callionima falcifera - (Gehlen, 1943)
- Callionima gracilis - (Jordan, 1923)
- Callionima grisescens - (Rothschild, 1894)
- Callionima guiarti - (Debauche, 1934)
- Callionima inuus - (Rothschild & Jordan, 1903)
- Callionima juliane - Eitschberger, 2000
- Callionima nomius - (Walker, 1856)
- Callionima pan - (Cramer, 1779)
- Callionima parce - (Fabricius, 1775)
- Callionima ramsdeni - (Clark, 1920)

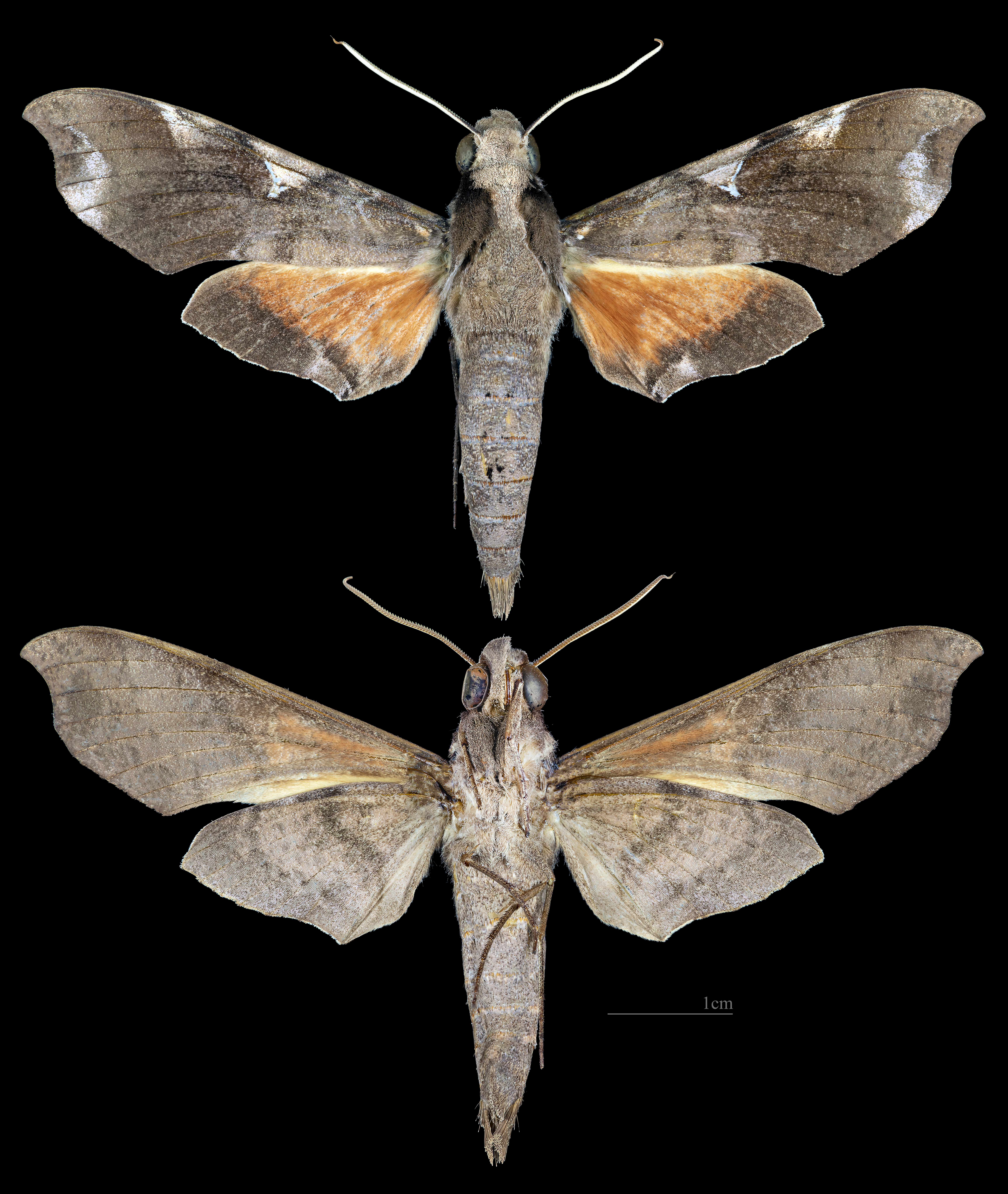
Callionima acuta
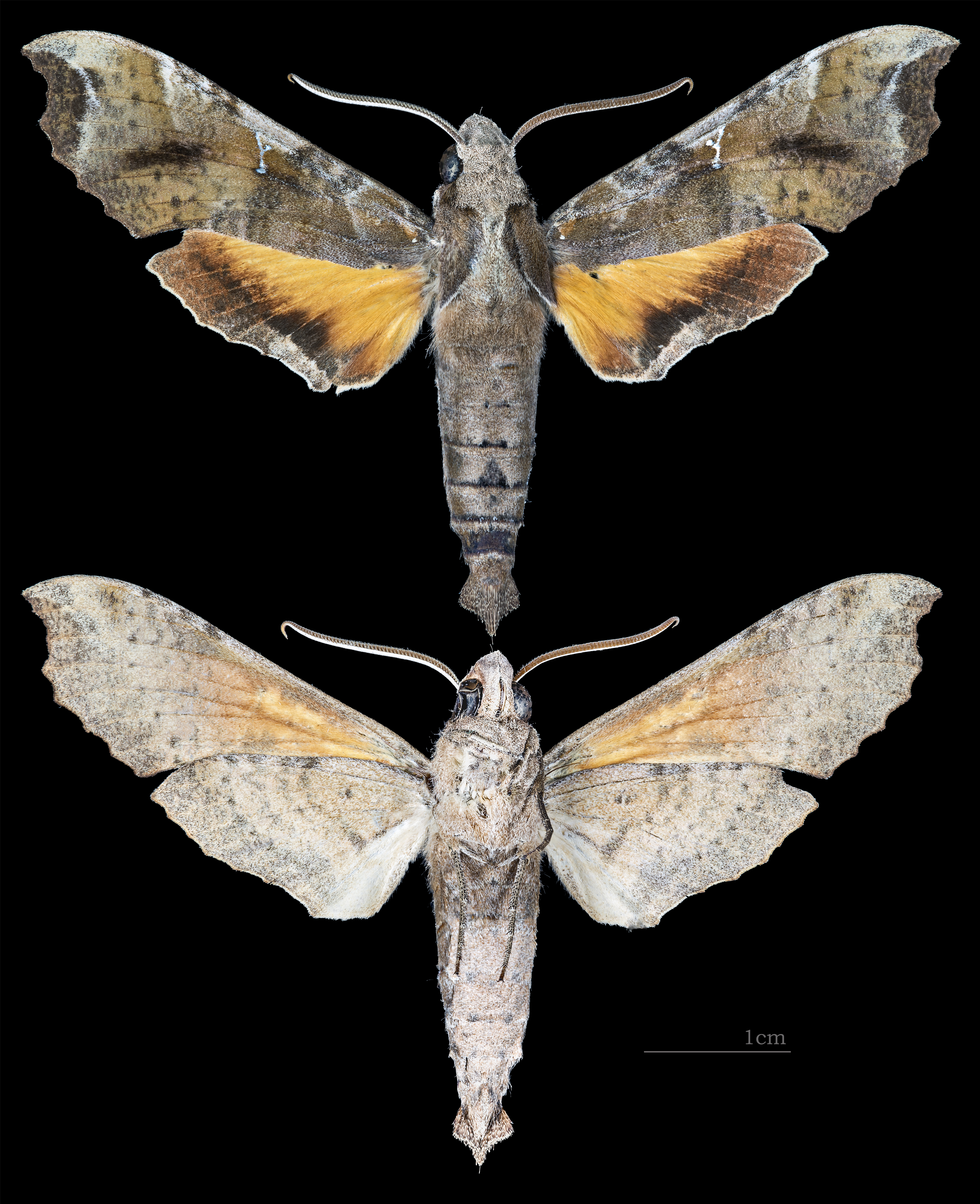
Callionima calliomenae
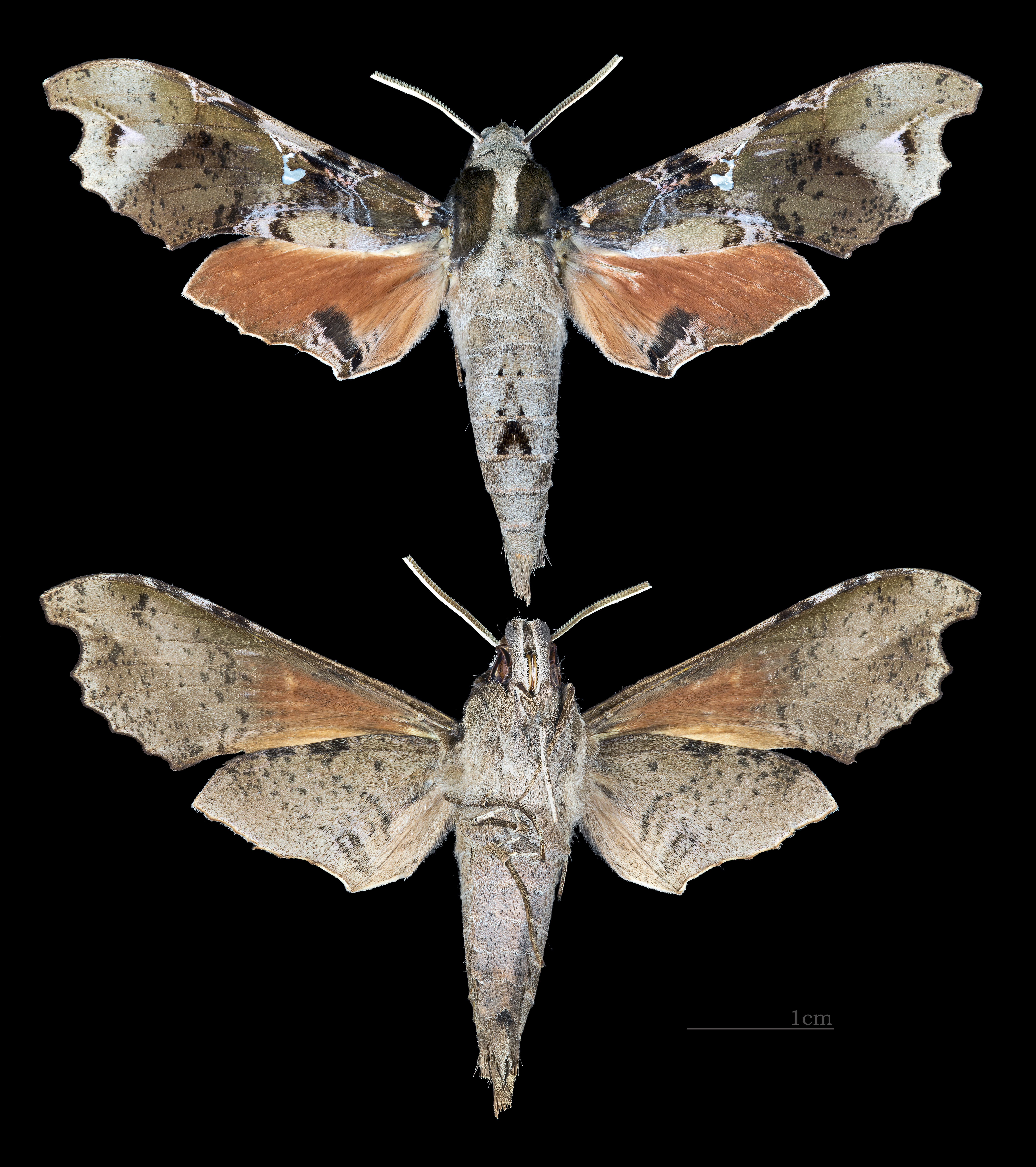
Callionima denticulata
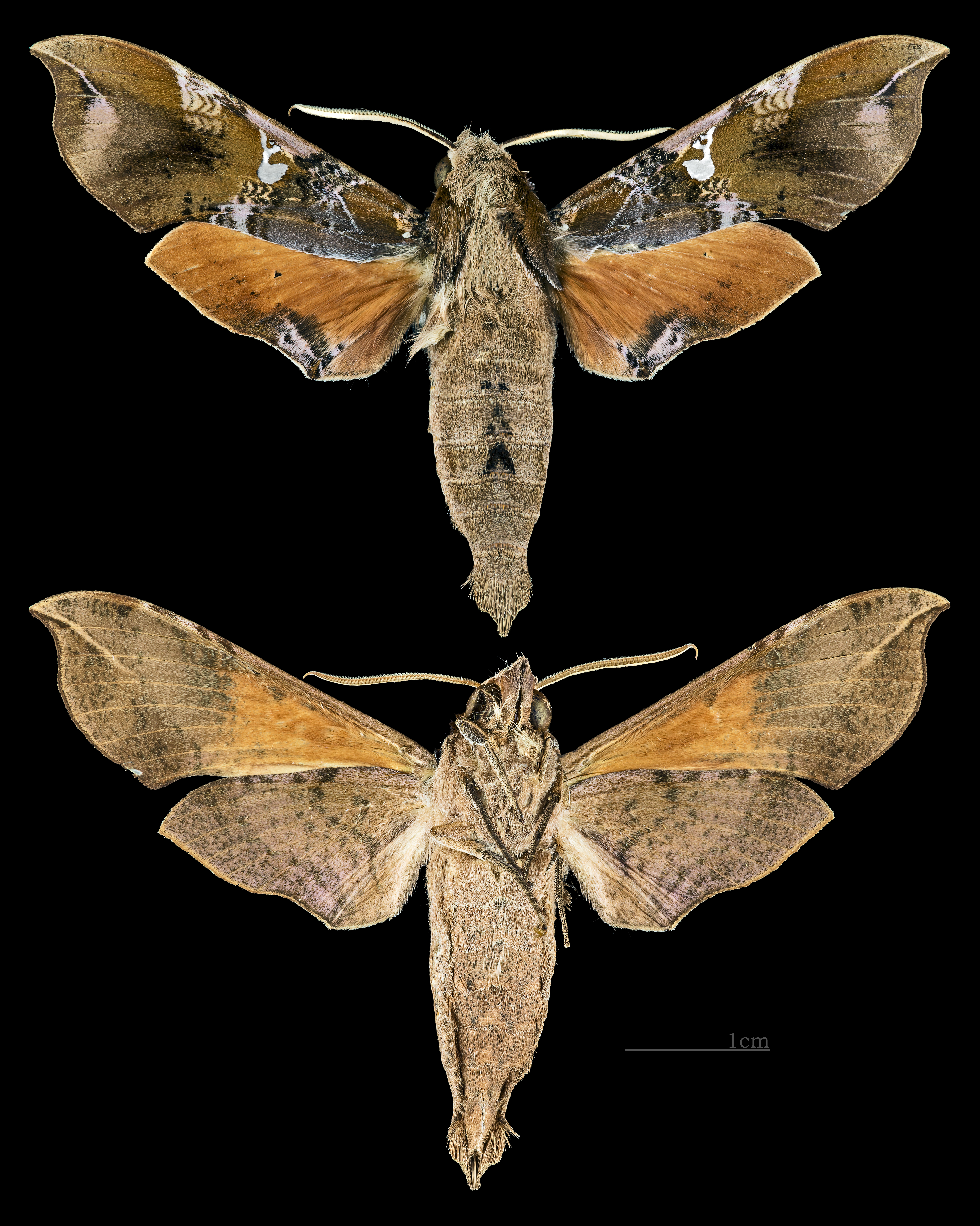
Callionima falcifera
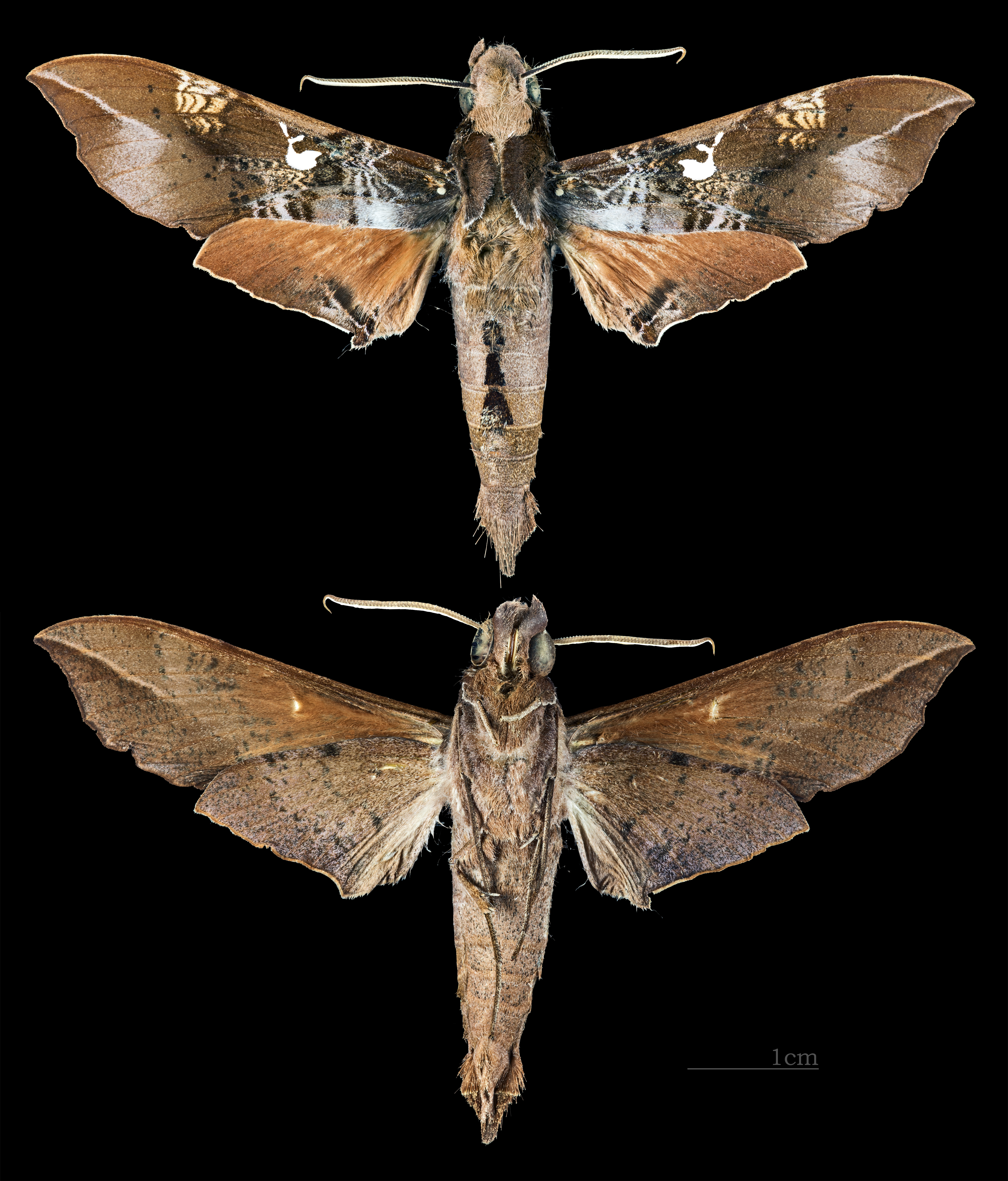
Callionima inuus
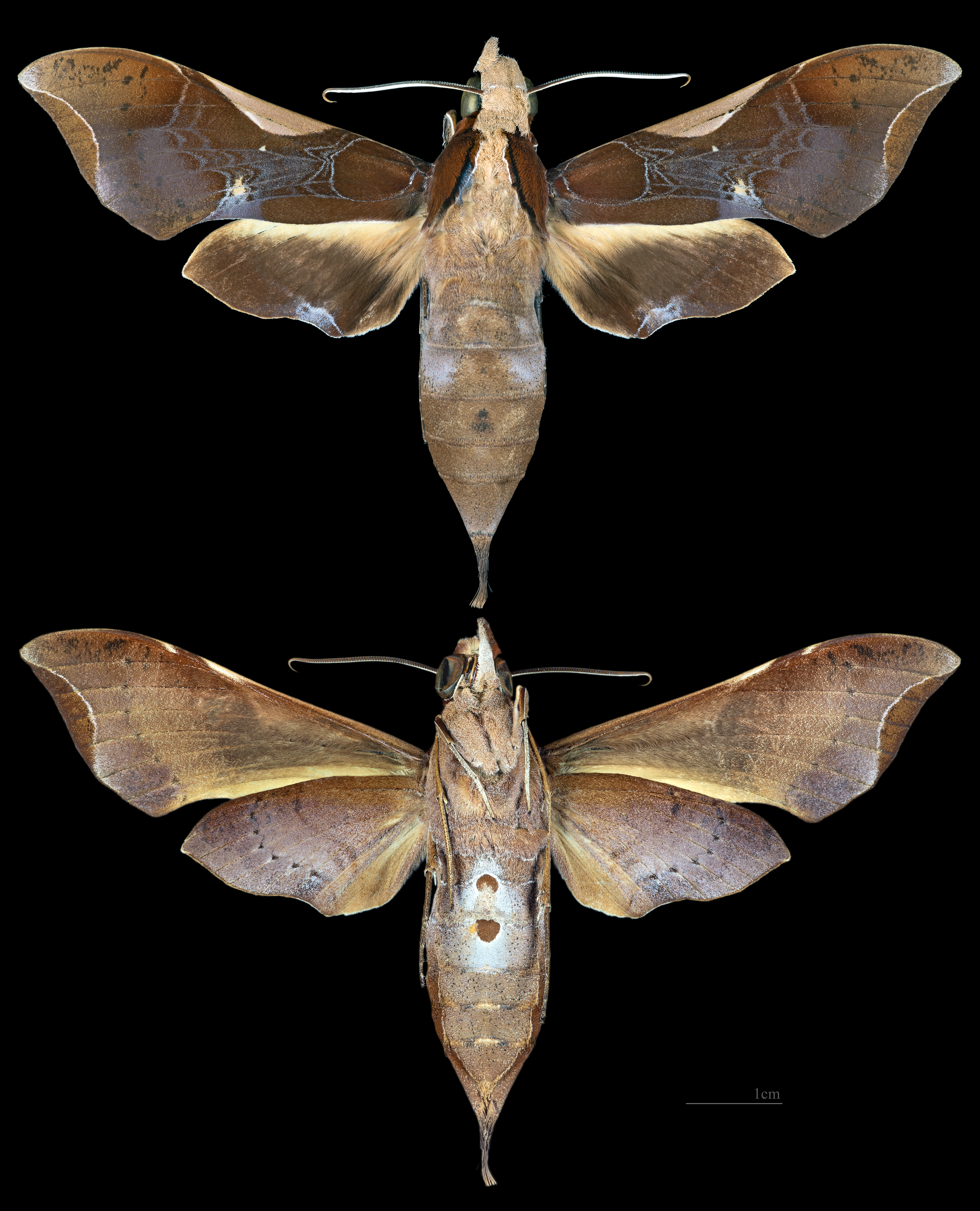
Callionima nomius
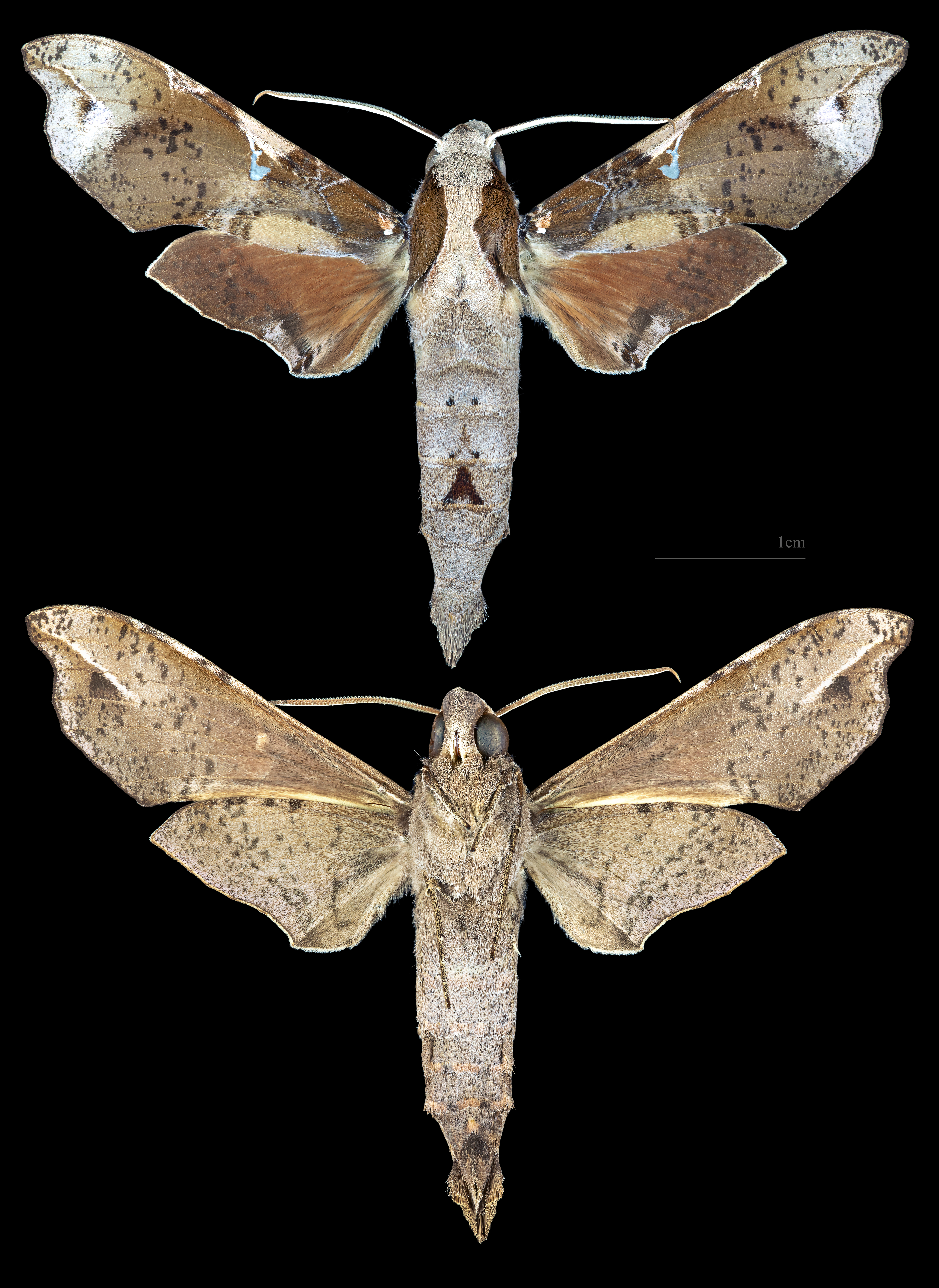
Callionima pan
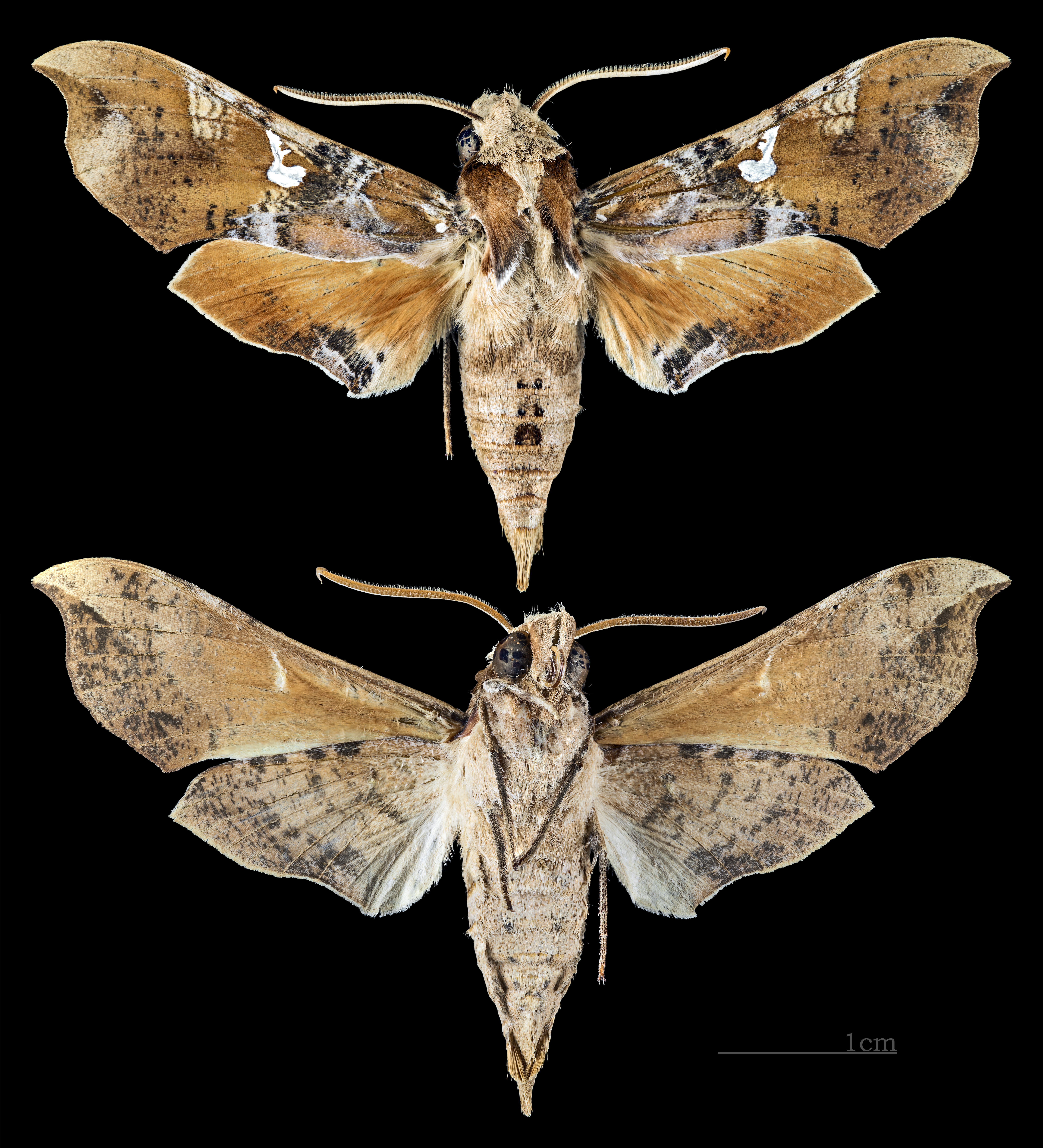
Callionima parce